# Athemus dongchuanus
Athemus dongchuanus es una especie de coleóptero de la familia Cantharidae.

## Distribución geográfica
Habita en Yunnan (China).